# Гірські ліси та луки Південного Малаві
Гірські ліси та луки Південного Малаві (ідентифікатор WWF: AT1014) — афротропічний екорегіон гірських луків та чагарників, розташований на півдні Малаві у Південно-Східній Африці.

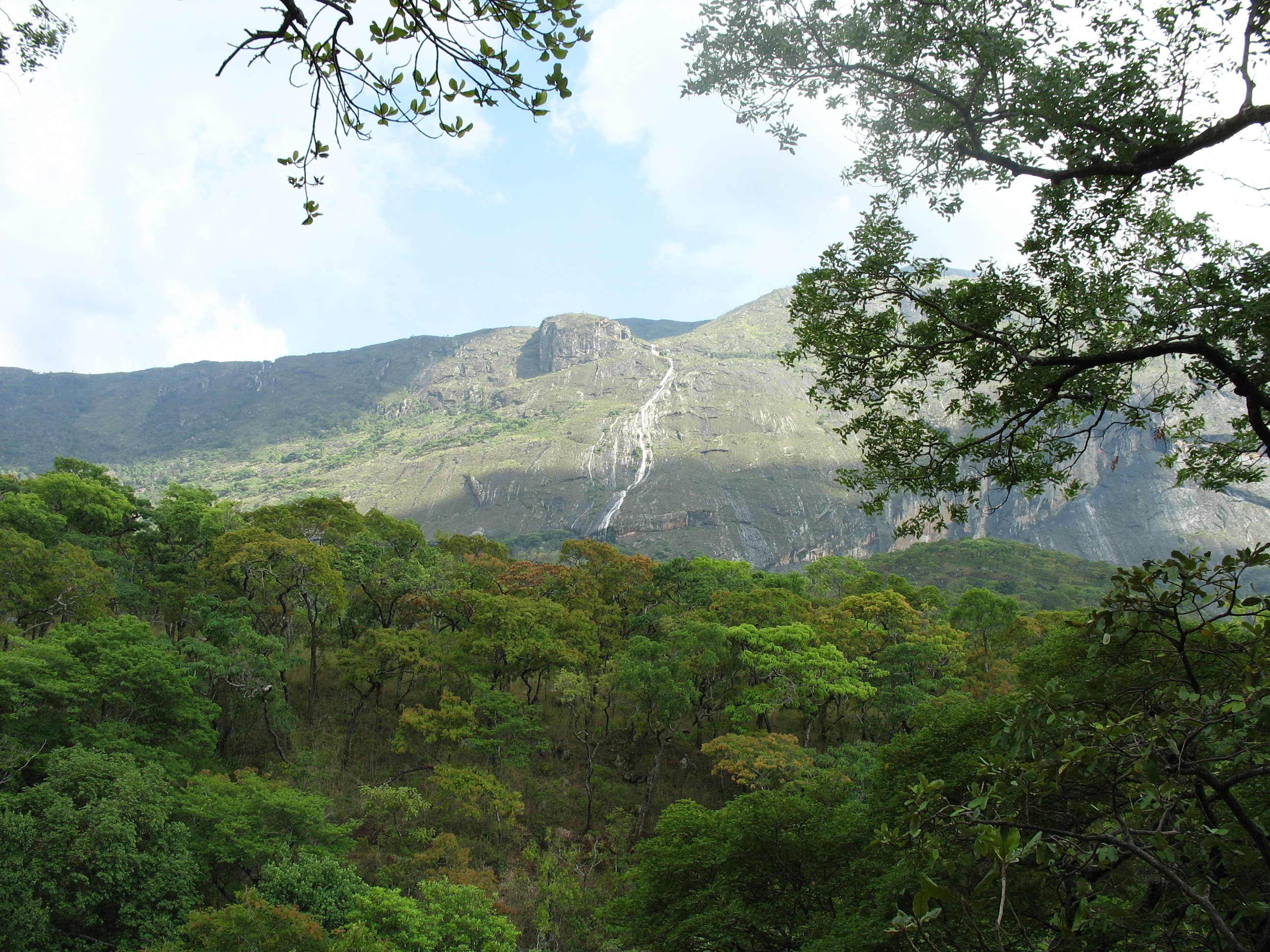
Гірські ліси масиву Муландже

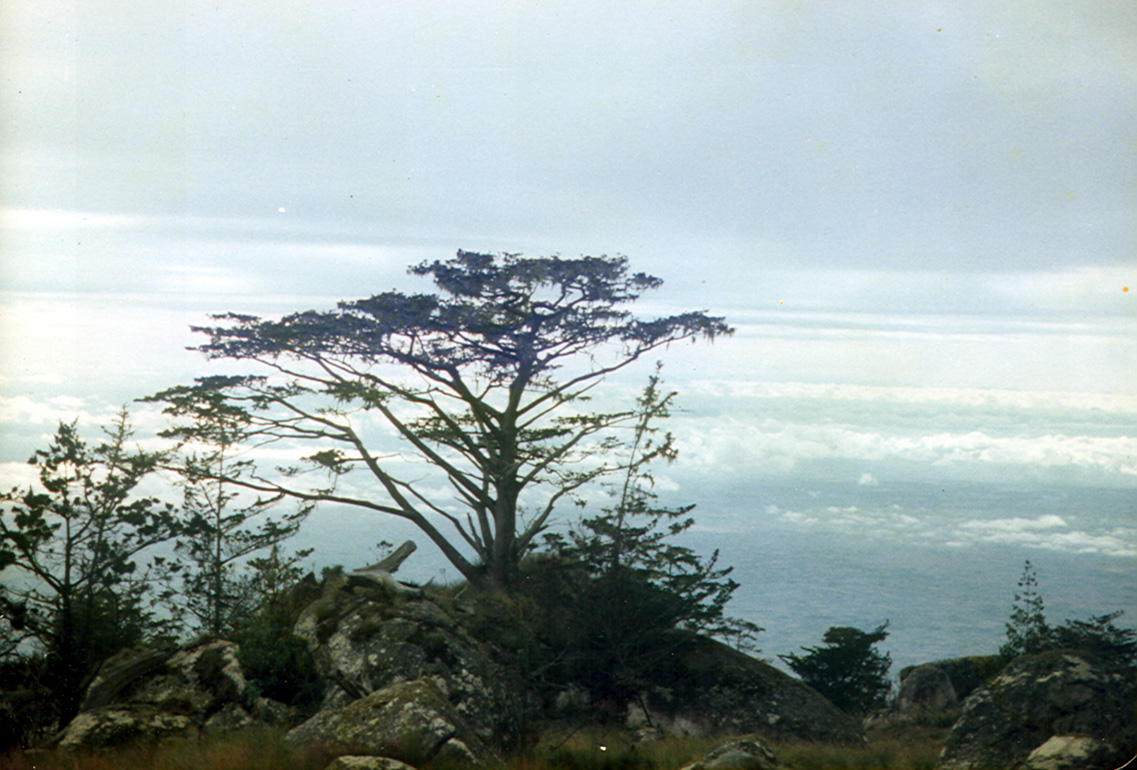
Муланджеський кипарис (Widdringtonia whytei)

## Географія
Екорегіон гірських лісів та луків Південного Малаві охоплює гірський масив Муландже, розташований приблизно в 100 км на південний схід від озера Ньяса, південніше безстічного озера Чилва, а також кілька інших гір меншої висоти, розташованих на захід та північний захід від Муландже, які з усіх боків оточені рівнинами. На навколишніх рівнинах поширені південні та східні міомбові рідколісся, а в басейні озера Чилва — затоплювані луки Замбезії.
Масив Муландже різко підіймається над навколишніми рівнинами Фаломбе, як лежать на висоті 600-700 м над рівнем моря. Він займає площу 650 км² і складається з високих плато, розташованих на висоті 2000 м над рівнем моря, розділених кількома глибокими ущелинами, по яким текуть річки, що спускаються з плато численними водоспадами. Плато увінчані 20 скелястими вершинами, висота яких перевищує 2500 м. Найвищою вершиною масиву Муландже та всієї Південно-Центральної Африки є пік Сапітва висотою 3202 м. На північ від основного масиву Муландже розташована гора Мчезе висотою 2289 м, яка відділена від Муландже долиною Форт-Лістер шириною близько 2 км.
На захід і північний захід від гори Муландже, за річкою Тучіла, простягається Ширське нагір'я. На півдні цього нагір'я розташована гора Тиоло висотою 1462 м, стрімкі західні схили якої спускаються до річки Шире, а більш пологі східні схили — до річок Тучіла та Руо. Далі на північ, поблизу міст Блантайр та Лімбе, над Ширським нагір'ям підіймається кілька гірських вершин, найвищими з яких є гори Чірадзулу (1774 м), Ндіранде (1613 м), Соче (1533 м) та Мічіру (1474 м). На північному краю Ширського нагір'я, за річкою Домасі, лежить велике плато Зомба. Його середня висота становить близько 1600 м, а висота його гірських вершин, таких як гори Чагва, Навімбе та Мулунгузі, коливається від 1761 до 2018 м над рівнем моря.
Масив Муландже утворився в ранньому крейдовому періоді, близько 130 мільйонів років тому, внаслідок плутонічної інтрузії магми в земну кору. З часом ерозія зруйнувала навколишні гірські породи та залишила стійку основу, що складається з сієнітів, кварц-сієнітів, гранітів та інших магматичних порід. На західній стороні масиву, зокрема на плато Ліченья, є родовища бокситів. В регіоні поширені фералітні ґрунти.
Екорегіон гірських луків та лісів Південного Малаві, який характеризується пишними лісами, родючими ґрунтами, достатньою кількістю води та м'яким кліматом, є одним з найбільш густонаселених регіонів в Малаві. На Ширському нагір'ї розташоване місто Блантайр, друге за населенням місто країни, в якому станом на 2018 рік мешкало близько 800 тисяч людей. У високогір'ях регіону, особливо навколо міст Тиоло та Муландже, вирощують чай, який є одним з основних експортних товарів Малаві.

## Клімат
На більшій частині екорегіону переважає гірський субтропічний клімат (Cwb за класифікацією кліматів Кеппена), більш прохолодний і вологий, ніж клімат навколишніх рівнин. З листопада по квітень триває один сезон дощів, протягом якого майже щодня трапляються дощі, часто у вигляді нетривалих гроз. Решта року є більш сухою, однак з Мозамбіцької протоки взимку часто дмуть вологі південно-східні вітри, які приносять тумани, дощ та мряку. Така погода, відома в Малаві як чіпероні, може спостерігатися у будь-який час з травня по серпень і триває тиждень або більше. Внаслідок ефекту дощової тіні середньорічна кількість опадів в регіоні значно коливається. На чайних плантаціях біля південного підніжжя Муландже, на висоті 650 м над рівнем моря, вона становить 1626 мм, з яких 16 % припадає на сухий сезон. На плато Ліченья, на висоті 1875 м над рівнем моря, середньорічна кількість опадів зростає до 2859 мм, з яких 19 % припадає на сухий сезон. На західних схилах Муландже середньорічна кількість опадів значно менша, а в сухі зимові місяці там випадає дуже мало опадів.
Середня максимальна температура в екорегіоні становить 24 °C влітку та 12 °C взимку. На помірних висотах мінімальна температура становить 15 °C влітку та 9 °C взимку. На більших висотах температура взимку може опускатися до –3 °C, а заморозки є звичайним явищем. Період з вересня до початку сезону дощів є найспекотнішим сезоном, коли температура регулярно підіймається вище 30 °C. В цей період випадає мало опадів. Зима прохолодна або помірна, а навесні, починаючи з вересня, температура знову зростає. Під час чіпероні, коли дмуть південно-східні вітри та йдуть сильні дощі, температура різко опускається, а на піку Сапітва іноді навіть випадає сніг.
У високогір'ях регіону протягом більшої частини року, за винятком найбільш сухого періоду у вересні-жовтні, панують тумани. Вони мають важливе значення для лісів регіону: волога конденсується в кронах дерев, і краплі продовжують падати з листя, навіть коли небо розвиднюється, внаслідок чого лісова підстилка залишається вологою тижнями після того, як земля поза межами лісу стане сухою.

## Флора
В межах екорегіону поширені різноманітні рослинні угруповання, розподіл яких залежить від висоти над рівнем моря та експозиції. 
Південні та південно-східні схили Муландже донедавна були вкриті низинними дощовими лісами, основу яких складали ньютонії Б'юкенена (Newtonia buchananii) та східноафриканські хаї (Khaya anthotheca). Залишки цих лісів зустрічаються на берегах струмків на нижніх схилах гірського масиву та серед чайних плантацій біля його підніжжя.
На висоті від 900 до 1350 м над рівнем моря поширені середньовисотні ліси. Лісовий намет в них розташований низько над землею, а дерева вкриті численними лишайниками, мохами та іншими епіфітами. Основу середньовисотних лісів регіону складають ньютонії Б'юкенена (Newtonia buchananii) у поєднанні з пласкими альбіціями (Albizia adianthifolia), африканськими фунтуміями (Funtumia africana) та горонгоськими гамбеями (Gambeya gorungosana). Найбільша ділянка цих лісів збереглася на південному схилі гори Чісонголе.
На висоті понад 1600 м над рівнем моря, в захищених від сухих вітрів та пожеж ущелинах, поширені афромонтанські ліси, лісовий намет в яких розташований вище, ніж в середньогірських лісах. Основу афромонтанських лісів Муландже складають капські маслини (Olea capensis), муланджеські кипариси (Widdringtonia whytei) та гірські кипариси (Widdringtonia nodiflora). Гірський кипарис — це багатостовбурний кущ або невисоке дерево з великими підземними бульбами, яке росте на узліссі та проростає на місцях нещодавніх пожеж. Цей вид широко поширений у Південно-Центральній Африці. Муланджеський кипарис — це високе дерево, яке досягає 40 м у висоту. Він є ендеміком масиву Муландже, де зустрічається у захищених від вогню долинах, на висоті від 1830 до 2550 м над рівнем моря. Цей вид є національним деревом Малаві та перебуває під загрозою зникнення. Внаслідок масштабної вирубки площа лісів муланджеських кипарисів скоротилася до 845 га.
Серед інших дерев, що зустрічаються в афромонтанських лісах на великих висотах, слід відзначити широколистий ногоплідник (Podocarpus latifolius), капський ясен (Ekebergia capensis), капський бук (Rapanea melanophloeos) та малавійське цибулинне дерево (Cassipourea malosana). У високогірних лісах росте багато епіфітних орхідей і папоротей, наземних папоротей та деревних плаунів. Внаслідок вирубки гірські ліси регіону є значно фрагментованими. Найбільший масив афромонтанських лісів зберігся на плато Ліченья на південному заході масиву Муландже.
На плато Муландже переважають купинні луки, по яким розкидані великі валуни та невеликі групи дерев, у тому числі африканських падубів (Ilex mitis), бенгельських філіппій (Philippia benguelensis) та серцеподібних сизигіумів (Syzygium cordatum). Взимку на луках цвіте ендемічний муланджеський цмин (Helichrysum whyteanum), який має ефектні сріблясто-рожеві приквітки. На берегах струмків ростуть звичайні деревоподібні папороті (Alsophila dregei) та бамбуки. На найвищих вершинах Муландже поширені високогірні пустища, подібні до тих, що зустрічаються у Капських горах в Південній Африці. Серед рослин, що зустрічаються у високогір'ях екорегіону, слід відзначити ендемічну муланджеську еріку (Erica milanjiana), емірненську філіку (Phylica emirnensis) та деревоподібне алое (Aloe arborescens), яке досягає 5 м заввишки. Серед трав, поширених у високогір'ях Муландже, слід відзначити ребристу кострицю (Festuca costata) та Merxmuellera davyi|дантонію Дейві (Merxmuellera davyi), які утворюють великі купини, подушкоподібну дантонію Фолькена (Eragrostis volkensii) та незвичайну ендемічну гірську алоеохету (Alloeochaete oreogena), яка виростає до 3 м заввишки та має подібну до стовбура дерева структуру стебла.
Флора інших гір екорегіону досліджена менш детально, ніж флора Муландже. Гора Тиоло, розташована на південному заході екорегіону, є основним районом вирощування чаю, і чайні плантації домінують на її пологих схилах. Колись ці схили були вкриті низинними дощовими лісами, в яких домінували східноафриканські хаї (Khaya anthotheca), горонгоські гамбеї (Gambeya gorungosana), африканські вишні (Prunus africana), високі сурегади (Suregada procera) та африканські лимонні дерева (Xymalos monospora). На горі Чірадзулу на висоті понад 1500 м над рівнем моря ростуть залишки афромонтанських лісів загальною площею близько 200 га. Природний рослинний покрив плато Зомба дуже фрагментований, і більшу його частину займають соснові та евкаліптові плантації. На нижніх схилах цього плато зустрічаються ділянки міомбових рідколісь, в яких домінують різні види брахістегій (Brachystegia spp.), а в долинах та ущелинах на більшій висоті можна знайти залишки середньовисотних та афромонтанських лісів.
Флора екорегіону вирізняється високим видовим різноманіттям, однак низьким рівнем ендемізму, порівняно з іншими афромонтанськими лісовими островами Південно-Центральної Африки. Хорологічний аналіз дерев та кущів Муландже показав, що частка афромонтанських елементів зростає з 22 % у низинних лісах до 44 % у середньогірських лісах та до 76 % у афромонтанських високогірних лісах. В низинних лісах переважають види, що мають гвінейсько-конголезьке та суахільське походження. Примітно, що багато видів досягають своєї північної межі поширення в масиві Муландже, де ці рослини досягають надзвичайно великого розміру. Так, натальська хурма (Diospyros natalensis) на горі Муландже має вигляд стрункого дерева до 25 м заввишки, тоді як південніше ця рослина зустрічається як розлогий чагарник висотою 4 м. Іншими прикладами гігантизму як адаптації до гірського середовища є діамантолисті еуклеї (Euclea divinorum) (висотою 25 м) та листочкові гаплоцелюми (Haplocoelum foliolosum) (висотою 27 м), які досягають більшої висоти на Муландже, ніж в інших частинах свого ареалу.

## Фауна
Раніше в передгір'ях екорегіону бродили величезні стада звичайних канн (Taurotragus oryx), кінських антилоп (Hippotragus equinus cottoni) та інших великих травоїдних ссавців, однак наразі вони в регіоні вимерли. Єдиними антилопами, які все ще зустрічаються в густих заростях регіону, є південні бушбоки (Tragelaphus sylvaticus), натальські дуїкери (Cephalophus natalensis) та  блакитні дуїкери (Philantomba monticola). Антилопи-стрибуни (Oreotragus oreotragus) також уникли винищення внасілодк надмірного полювання, оскільки вони зустрічаються у важкодоступних гірських місцевостях, серед скелястих схилів. Поряд з ними серед скель регіону мешкають малавійські плямисті дамани (Heterohyrax brucei manningi) та капські дамани (Procavia capensis capensis). В лісах по всьому екорегіону мешкають бабуїни (Papio cynocephalus), блакитні мартишки (Cercopithecus mitis nyasae) та верветки (Chlorocebus pygerythrus). На цих ссавців полюють африканські леопарди (Panthera pardus pardus), невеликі популяції яких все ще продовжують мешкати в горах екорегіону. Серед інших хижаків, поширених в регіоні, слід відзначити плямисту гієну (Crocuta crocuta), сервала (Leptailurus serval), африканську цивету (Civettictis civetta) та плямисто-руду генету (Genetta maculata). Майже ендемічним представником екорегіону є великий хом'якощур (Beamys major), поширений в передгір'ях.
В лісах екорегіону мешкає багато рідкісних видів птахів, зокрема плямистих квічалів (Geokichla guttata), білокрилих нікорників (Apalis chariessa), буробоких золотокосів (Cossypha anomala macclounii), зеленоголових вивільг (Oriolus chlorocephalus), малавійських прирітів (Batis dimorpha), гірських барбіонів (Pogoniulus leucomystax), а також майже ендемічних білогорлих червеняків (Chamaetylas choloensis) та смугастощоких бюльбюлів (Arizelocichla milanjensis). Ендеміком лісів екорегіону є жовтогорлий нікорник (Apalis flavigularis). 
На луках регіону мешкає багато хижих птахів — кафрських орлів (Aquila verreauxi), вінценосних орлів (Stephanoaetus coronatus), ланерів (Falco biarmicus) та сапсанів (Falco peregrinus). Серед інших птахів, що зустрічаються на високогірних луках, слід відзначити рідкісних довгохвостих ластівок (Hirundo atrocaerulea) та зімбабвійських серпокрильців (Schoutedenapus myoptilus)
Герпетофауна екорегіону характеризується найвищим рівнем ендемізму. Серед амфібій регіону слід відзначити майже ендемічну руоську жабу-верескуна (Arthroleptis francei), яка окрім Муландже, зустрічається також в горах сусіднього Мозамбіку, ендемічну гребенясту жабу Бродлі (Ptychadena broadleyi), яка мешкає на Муландже та на плато Зомба, а також річкову жабу Джонстона (Amietia johnstoni), яка є ендеміком масиву Муландже. Ендеміками Муландже також є низка видів плазунів, зокрема муланджеські хамелеони (Nadzikambia mlanjensis), муланджеські карликові хамелеони (Rhampholeon platyceps), карликові гекони Бонса (Lygodactylus bonsi), королівські карликові гекони (Lygodactylus rex), муланджеські сцинки (Trachylepis mlanjensis) та пласкі ящірки Мітчелла (Platysaurus mitchelli). Серед майже ендемічних представників екорегіону слід відзначити дев'ять видів плазунів, зокрема мозамбіцьку вовчу змію (Lycophidion acutirostre) та кутоватого карликового гекона (Lygodactylus angularis).

## Збереження
Більша частина екорегіону охороняється державними лісовими заповідниками, але поточний стан збереження вважається поганим. Деякі з заповідників були перетворені на соснові та евкаліптові плантації, тоді як фраментарні рештки місцевих лісів збереглися у більш важкодоступних районах. Найбільшою загрозою для збереження природи екорегіону є дефіцит доступної землі, оскільки більша частина підніжжя Муландже зайнята чайними плантаціями. Місцеві жителі вирубують ліси на нижніх схилах гірського масиву, перетворюючи їх на кукурудзяні поля. Іншою загрозою є полювання на диких тварин заради їхнього м'яса та шкір.
Оцінка 2017 року показала, що 707 км², або 75 % екорегіону, є заповідними територіями. Природоохоронні території включають: Національний парк Ленгве, Природний заповідник Маджете, Лісовий заповідник Чірадзулу, Лісовий заповідник Малоса, Лісовий заповідник Мічіру, Лісовий заповідник Муландже та Лісовий заповідник Тиоло.